# الطيرية
قرية الطيرية هي إحدى القرى التابعة لمركز كوم حمادة في محافظة البحيرة في جمهورية مصر العربية. حسب إحصاءات سنة 2006، بلغ إجمالي السكان في الطيرية 11802 نسمة، منهم 6144 رجل و5658 امرأة.

## التاريخ
قرية الطيرية من القرى القديمة، حيث وردت بهذا الاسم في قوانين ابن مماتي وفي تحفة الإرشاد من أعمال حوف رمسيس، وفي التحفة السنية لابن الجيعان في أعمال البحيرة،